# Fezzz!
Fezzz! war eine österreichische Rock- und Spaß-Pop-Band der 1970er und 1980er Jahre. Gegründet wurde sie 1977 von Toni Gruber unter dem Namen Fez. Dazu stießen Werner Poglits, Joshuah Schneider und Sigi Ritter.
Die erste Single On the Road wurde 1978 produziert. Der Austropop-Star Wilfried produzierte 1981 die erste LP Fez the Night für Polydor. Es folgten zahlreiche Auftritte in Österreich und Deutschland.
1983 erneuerte die Band ihr Image, benannte sich in Fezzz! um und entwickelte sich stilmäßig in Richtung deutschsprachiger Spaß-Pop. Die größten Erfolge fuhr die Band mit den Singles Willst Du eine Banane?, Du Dodl Du! oder Hilly Billy Fan ein.

## Diskografie
Alben
- 1981: Fez the Night (Polydor)
- 1983: Fezzz! (Teldec)
- 1985: Besser als Nix! (OK Musica)

Singles
- 1979: On the Road / Unisono (Decca)
- 1980: The Band Is on the Run / Sunshine City (Electrola)
- 1981: Hell Drivin' Man (Polydor)
- 1983: Mei Resi (OK Musica)
- 1984: Willst Du eine Banane? / Sand am Strand! (OK Musica)
- 1985: Du Dodl Du! (OK Musica)
- 1987: Fieber (Echo Music)
- 1987: Hilly Billy Fan (Echo Music)
- 1987: Gib mir die Hand (Echo Music)
- 1988: Irgendwann werd i mi traun (WBM-Records)
- 1989: Wir san guat unterwegs (WBM-Records)